# OpenSPARC
OpenSPARC је пројекат хардверски отвореног кода (енгл. open-source hardware) покренут у децембру 2005. Почетни допринос пројекту био је верилог код нивоа преноса регистра (енгл. register-transfer level) компаније Сан Мајкросистемс за пуни 64-битни микропроцесор са 32 нити,  процесор UltraSPARC T1. 21. марта 2006, Сан Мајкросистемс је објавио изворни код за Т1 ИП језгро под ГНУ-обом општом јавном лиценцом в2. Комплетни систем OpenSPARC T1 се састоји од 8 језгара, од којих свако може да изврши четири нити истовремено, за укупно 32 нити. Свако језгро извршава инструкције редом и његова логика је подељена на 6 фаза цевовода.
Сан Мајкросистемс је 11. децембра 2007. године такође дозволио доступним и РТЛ УлтраСПАРК Т2 (енгл. UltraSPARC T2) процесор путем OpenSPARC пројекта.  Такође је објављен под ГНУ опшом јавном лиценцом в2.   OpenSPARC Т2 има 8 језгара, 16 цевовода са 64 навоја.